# Thomas Ott

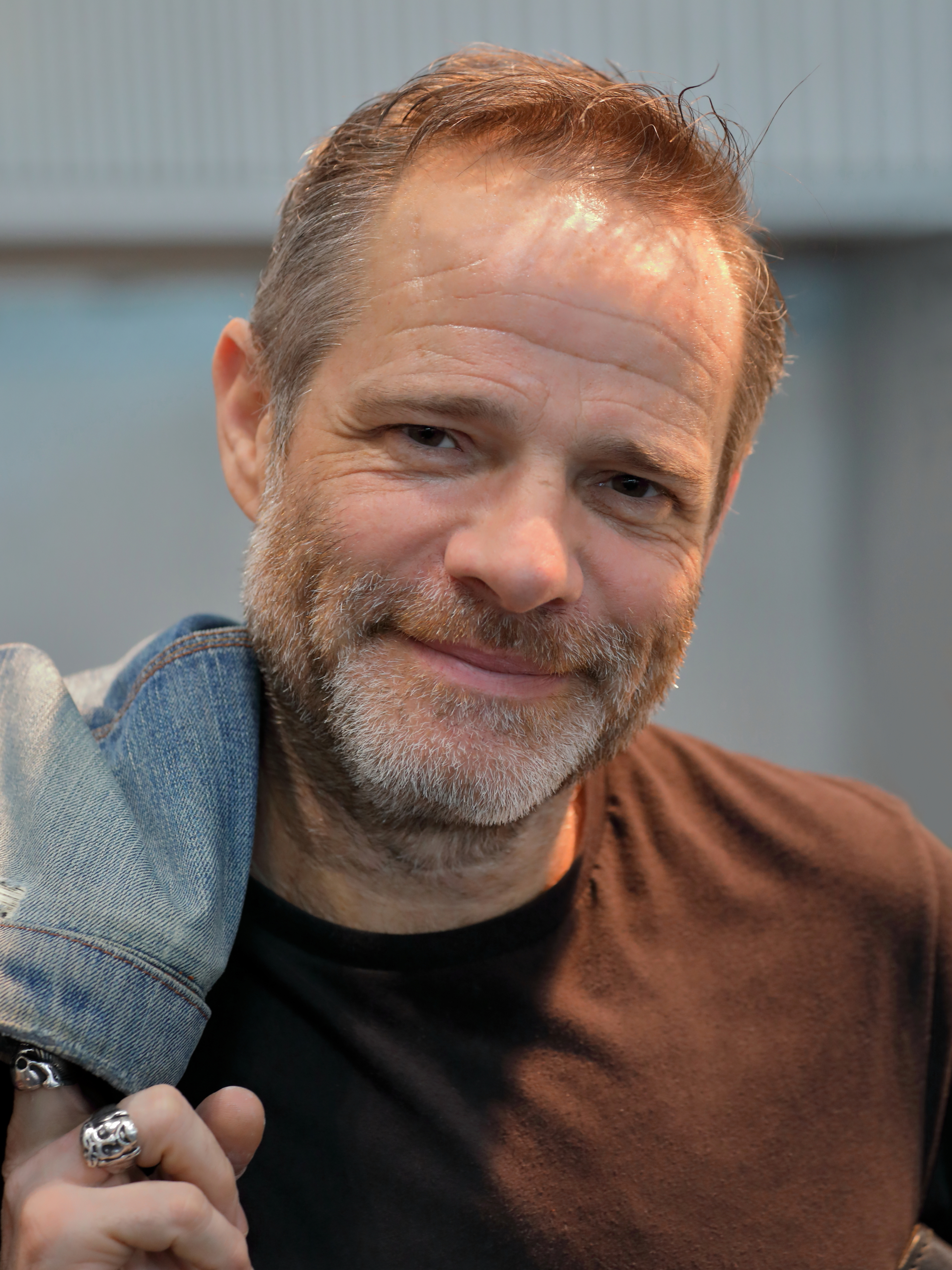
Thomas Ott (2019)

Thomas Ott (Zurique, 10 de junho de 1966) é quadrinista, animador, músico e artista visual. É conhecido pelos quadrinhos preto e branco e sem texto. Seus desenhos parecem gravuras, em que as ranhuras pretas contribuem para esse ambiente lúgubre de suas histórias. Ele usa a técnica do scratchboard (ou carte à gratter): primeiro, faz o desenho em uma folha, o copia sobre o papel de riscar e, enfim, talha o papel escuro com um estilete, criando esse efeito rasgado, das pequenas linhas sobre a superfície.

## Biografia
Depois de se formar na Escola de Design de Zurique em 1987, trabalhou como quadrinista em Zurique e Paris. Seu primeiro livro, Tales of Error, foi publicado pela Edition Moderne em 1989. Trabalhou também para Strapazin, Lapin, L'Écho des Savanes, entre outros jornais.
De 1998 a junho de 2001 Ott estudou cinema na Escola de Arte e Design de Zurique. Seu filme de conclusão de curso foi um curta de 15 minutos chamado "Sjeki vatcsh!!".
Cinema Panopticum foi a primeira obra do autor a ser publicada no Brasil.

## Obra
- Tales of Error, 1989, Edition Moderne
- Phantom der Superheld, 1994, Edition Moderne
- Greetings from Hellville, 1995, Edition Moderne
- Dead End, 1996, Edition Moderne
- La douane, 1996, L’Association
- La bête à cinq doigts, 1996, L'Association
- La grande famiglia, 1997, L'Association
- t.o.t.t., 2002, Edition Moderne
- Cinema Panopticum, 2005, Edition Moderne e publicado no Brasil em 2021 pela DarkSide Books
- The Number 73304-23-4153-6-96-8. Zürich: Edition Moderne 2008 e publicado no Brasil em 2023 pela DarkSide Books
- Unplugged. Das Skizzenbuch, Zürich: Edition Stephan Witschi, 2009
- R.I.P. Best of 1985-2004. Zürich: Edition Moderne 2010
- Dark Country. Zürich: Edition Moderne 2013
- Black Island. Zürich: Hammer-Verlag 2013
- A Hell of a Woman. (Jim Thompson) Editions la Baconnière, 2014
- Louis Vuitton - Travel Book - Route 66. Editions Louis Vuitton, 2017
- Wo die Liebe hinfällt. (Ilustrações por Thomas Ott) Diogenes Verlag, 2018
- La forêt (A Floresta), Les Editions Martin de Halleux, 2020 e publicado no Brasil em 2022 pela DarkSide Books
- Der Wald. Carlsen, Hamburg, 2021

## Prêmios
- 1996: Max & Moritz Prize na Comic-Salon Erlangen
- 2017: Swiss Federal Office of Culture Grand Award for Design